# Jade Warrior
Jade Warrior — британская рок-группа, образованная Джоном Филдом и Тони Дьюигом в 1969 году в Лондоне, Англия, и исполнявшая эклектичный прогрессив-рок, объединявший в себе многочисленные влияния и мотивы. Начав в психоделик/арт-роке (созвучном ранним Jethro Tull), но обогащённом элементами этнической музыки), Jade Warrior постепенно перешли к трансовым и эмбиентным композициям, близким к стилистике new age.

## История группы
Основатели группы Джон Филд (англ. Jon Field), флейта) и гитарист Тони Дьюиг (англ. Tony Duhig) познакомились в начале 1960-х годов, когда работали на заводских автокарах. Оба помимо рока увлекались джазом, африканской и латиноамериканской музыкой. Постепенно Филд и Дьюиг начали экспериментировать со звуковыми наложениями, из несложных составляющих складывая авангардные композиции.

### Second Thoughts, Tomcats и July
В 1965 году Джон и Тони с вокалистом Патриком Лайонсом (англ. Patrick Lyons) образовали The Second Thoughts. Группа играла ритм-энд-блюз — в тех же клубах, где завсегдатаями были Джон Мэйолл и Эрик Клэптон, причём последний нередко выражал восхищение техникой Дьюига. The Second Thoughts, выпустив один EP, распались. Примерно в то же время временно прекратил существование и другой коллектив, Tomcats, где играли Том Ньюман (позже в качестве звукоинженера присоединившийся к Майку Олдфилду в работе над Tubular Bells), Алан Джеймс, Пит Кук и Крис Джексон.
Вскоре Лайонс присоединился к Алексу Спиропулосу: так возник дуэт Nirvana, ставший известным благодаря синглу «Rainbow Chaser» и выпустивший в общей сложности пять альбомов: участники Jade Warrior сыграли на одном из них, Local Anaesthetic (1971). Реформированные Tomcats в новом составе (Ньюман, Джеймс, Джексон, Филд и Дьюиг) в 1966 году отправилась в Испанию, где выпустили 4 макси-сингла и сделалась своего рода «полномочными представителями» британского ритм-энд-блюза. (В 2000 году Acme Records набрала из этих макси-синглов лонгплей, куда включила и 4 песни с пластинки группы The Second Thoughts.)
Вернувшись в Англию, Tomcats изменили название на July, заиграли психоделический поп-рок и выпустили альбом, три версии которого выходили в разное время под заголовками: July, Second of July и Dandelion Seeds (две последних были догружены студийными «отбросами»). Джон Филд позже выражал сожаление по поводу того, что эти сырые пластинки увидели свет, но специалисты считают, что группа в развитии британской поп-психоделии сыграла немаловажную роль.
После распада July в 1968 году Тони Дьюиг присоединился к Unit 4 + 2, оставшейся в чарт-истории с хитом «Concrete and Clay» (#1, 1965), где в числе прочих играли поющий гитарист Глинн Хавард и ударник Алан Прайс. Примерно в то же время Дьюиг в одиночку предпринял турне по Ирану, из которого вынес массу впечатлений и влияний, позже на стиль Jade Warrior наложивших отчётливый отпечаток. Впрочем, по воспоминаниям брата Дэвида, сам он считал, что вынес оттуда «…разве что странную болезнь, которую сам называл 'персидской ногой', и которая преследовала его всю оставшуюся жизнь».
Джон Филд после распада July сочинил два музыкальных спектакля, после чего возобновил сотрудничество с Тони Дьюигом: Хавард из Unit Four Plus Two стал теперь их постоянным партнёром. Почувствовав, что начинают создавать нечто уникальное, музыканты образовали группу и назвали её Jade Warrior. Филд утверждал позже, что так называлась одна из музыкальных постановок Дьюига; Хавард — что название было «избрано» демократическим путём и призвано было отразить в себе двойственность музыкального стиля группы. Каждый из участников выписал на двух листах столбцы слов, ассоциирующихся с «жесткостью» и «мягкостью»: словосочетание Jade Warrior возникло как сумма (запасным вариантом был — «Lotus Spear». Есть ещё и третья версия: согласно пресс-релизу Red Hot Records, Jade Warrior — японский воин, занимающийся также поэзией и наукой. Филд утверждает, что ни о чём подобном нигогда не слышал и подвергает сомнению сам этот факт.
Хавард вспоминал, что в эти дни ими заинтересовался менеджмент King Crimson: «два очень хипповых молодых человека», на которых произвела впечатление музыка «для театра и танцев», записанная Дьюигом и Филдом. Хавард, по его словам, почувствовал «запах суперзвёздности», но его коллеги с плёнками расстаться не пожелали.

Материал вобрал в себя многие месяцы работы, и они опасались, что ребята из K.C., будучи под кайфом, что-нибудь там напортят. Менедмент King Crimson предложил при необходимости оплатить всю студийную работу, которая потребуется в случае, если плёнки окажутся каким-либо образом повреждены. Но Джон и Тони не собирались сдавать позиций и ушли, так свой мастер-тейп из рук и не выпустив. Будь у нас хоть чудочку благоразумия, мы записали бы им копию на их кассетник. Совершенно не понимаю, почему нам это не пришло в голову. Возможно, кассетный магнитофон тогда ещё не был изобретён. Оригинальный текст (англ.)The stuff represented months of work and they were concerned that the K.C. boys would get stoned and screw up their stuff. The Crimson management offered to pay for all the studio time needed should they harm or damage the tapes in any way. But Jon and Tony were not going to move on the matter, and they left carrying their masters. If we'd had any sense we could have made them a copy onto their cassette player. I really don't know why we didn't think of that. Maybe the cassette recorder hadn't been invented then.— Глин Хавард. Автобиография

### Vertigo: 1971-1974
В 1970 году Jade Warrior подписали контракт с Vertigo Records: помогло им то обстоятельство, что делами группы занималась менеджерская компания Mother Mistro, одновременно раскручивавшая и Assagai, афро-рокеров, за которыми Vertigo охотились. Mother Mistro согласились «выдать» им Assagai, но только в комплекте с Jade Warrior. Кроме того, оказалось, что старый знакомый Патрик Лайонс работает в Vertigo продюсером, специализируясь на поиске новых талантливых исполнителей. Так Jade Warrior, в составе которых к тому времени играли Дэвид Дьюиг, брат Тони, находившийся под влиянием Хендрикса, а также Алан Прайс и Дэйв Коннерс, оказались с контрактом, но при лейбле, который ими совершенно не интересовался. 

Jade Warrior, начало 1970-х годов

В дебютном альбоме Jade Warrior (согласно Allmusic) Дьюиг и Филд «оставили причудлиую мрачность», которая была свойственна лучшим вещам July — в пользу «симфонической духовности», выраженной пронзительным, словно бы «планирующим» гитарным звуком («Traveller»). Альбом, в котором заметны сходства с ранними релизами Quintessence, The Incredible String Band и Moody Blues (при том, что Глин Хавард в своих вокальных партиях во многом напоминал Иэна Андерсона из Jethro Tull) Allmusic Дэйв Томпсон (давая оценку 4/5) называет «замечательным».
В первом альбоме полностью оформился стиль группы: экспериментальный хард-рок с элементами звучания, которое позже получило название world music. Определяющим инструментом здесь являлась флейта, партии которой, перекликаясь с гитарными, создавали атмосферу развивающегося внутреннего конфликта, выражение себе находившего также в неожиданных переходах, сменах ритма и громкости. «Бессловесный» рефрен, внутренняя цикличность в аранжировках, смена ритма — всё это также было в числе находок Jade Warrior, позже появившихся в арсенале других исполнителей.
В своём втором альбоме Released (1971) Jade Warrior несколько изменили подход, пригласив в студию дополнительных музыкантов: саксофониста и перкуссионистов, что предопределило звучание «Three Horned Dragon King», «Minnamato’s Dream» и особенно 15-минутного джэма «Barazinbar». «Лирическую» сторону представляли здесь медитативного характера треки «Yellow Eyes» и «Bride of Summer». Как отмечал Питер Телен (рецензент Gnosis), если первый альбом демонстрировал многообразие звуковых возможностей, то во втором по-видимому решено было подчеркнуть контракстность избранной звуковой палитры.
Некоторую ущербность альбома, согласно Allmusic, предопределил тот факт, что «…предшественник его настолько расширил все рамки возможного в прог-роке, что всё тут — кроме совсем уж полного перерождения — было бы расценено как повторение пройденного». Рецензент Дэйв Томпсон отментил тонкую, почти блюзовую, гитарную работу, а также изящество и вкус, с которыми оттенки лёгкого джаза и классического прог-рока ввседены в аранжировки композиций. «Опять-таки, тут нет ничего, на что сами Jade Warrior хотя бы раз прежде не намекнули, но безупречность реализации… — есть само по себе настоящее чудо», — заключает рецензент.
В третьем альбоме Last Autumn’s Dream (1971), записанном при участии Алана Прайса (игравшего также и на Released) и Дэвида Дьюига, брата Тони, группа попыталась совершить обратный манёвр, вернувшись к звуковой пространственности дебютного альбома, но на новом техническом уровне, с более отточенными аранжировками и насыщенными инструментальными композициями. Материал здесь разделён на три пласта: медитативные инструментальные композиции с привкусом загадочности («Dark River», «Obedience», «Borne on the Solar Wind»), мелодичные песни, выдержанные в традициях симфо-прога («A Winters Tale», «May Queen») и болеё жёсткие, приближенные к хард-року вещи («Snake», «The Demon Trucker», «Joanne»).
Группа провела успешные гастроли по США, выступая совместно с Дэйвом Мэйсоном, Длинным Джоном Болдри и Earthquake. Организацией туров занималась записывающая компания Mercury Records, которая перевела Jade Warrior под крыло Gaff-Masters Management (под руководством Билли Гаффа).
При том, что с Vertigo у Jade Warrior были весьма натянутые отношения, они активно сотрудничали с Assagai, ансамблем, ядро которого составляли респектабельные африканский музыканты Луис Мохоло, Монгези Феза и Дуду Пуквана. Assagai выпустили два альбома: в первый (названный именем группы) вошла композиция Jade Warrior «Telephone Girl», а также песня «Irin Ajolawa», соавтором которой был Тони Дьюиг. Второй альбом Zimbabwe (позже перевыпускавшийся под названием AfroRock) содержит версии «Barazinbar» (из альбома Released) и «Sanga» (из Eclipse), а также песню «Kinzambi», написанную Тони Дьюигом. Дьюиг, Филд и Хавард приняли участие в записи второго альбома Assagai, а кроме того образовали с ними краткосрочный совместный проект Simba, две композиции которого вошли в компиляцию «Afro Rock Festival».
За тремя первыми альбомами последовал сборник Reflections (Butt Records), куда вошли вещи из Released и Last Autumn’s Dream, а также три трека, записанные для Eclipse. В 1988 году германский лейбл Nine Records выпустил три первых альбома на CD, но в ужасном качестве, в качестве первоисточников использовав не оригиналы, запертые в хранилищах Vertigo/Polygram, а черновые записи из личной коллекции Тони Дьюига. В 2000 года тот же материал (но в оригинальной версии) был перевыпущен Hi-Note Records: звучание здесь на порядок лучше. Альбом Eclipse был выпущен в 2001 году Acme Records (на CD и виниле ограниченным тиражом). Отдельные вещи, появлявшиеся после 4-го альбома (8 треков, 36 минут) лейбл Background Records выпустил под заголовком Fifth Element. В начале 1970-х годов, кроме того, Jade Warrior записали основную тему для фильма «Bad Man’s River» (взяв за основу «Too Many Heroes» из альбома Eclipse и переписав текст), а также часть музыки к фильму «Game for Vultures».
Четвёртый альбом Eclipse записывался в обстановке обострившихся разногласий. Едва запись была закончена, Vertigo Records отправили альбом «на полку» и расторгли с группой контракт. Jade Warrior отправились на гастроли в Голландию, но не смогли их даже завершить: группа распалась в дороге, таким образом завершив «первый период» своей истории.

### Island: 1974—1978
Одним из почитателей творчества Jade Warrior был Стив Уинвуд из Traffic. Именно он уговорил Криса Блэквелла, босса Island Records, подписать группу на четыре инструментальных альбома (таким образом автоматически исключив из состава Глинна Хаварда), которые могли бы служить: а) «декоративным украшением» продукции фирмы, б) ответом Virgin, добившейся феноменального успеха с Майком Олдфилдом. Филд и Дьюиг, согласившись на эксперимент, в корне изменили направление и стали создавать музыку тематическую, в большей степени эмбиентную, чем хард-роковую.
Все четыре айлендовских альбома (выпущенных с 1974 по 1978 годы при участии, в числе прочих, Дэвида Дьюига, Стива Уинвуда и Фреда Фрита) было трудно достать в США и практически невозможно — в Англии. Причиной тому, по мнению Филда, был эгоизм Блэквелла, который «любил Jade Warrior настолько, что рассматривал группу как свою собственность: хотел слушать их сам и никому не желал продавать». Имелись причины и более прозаические: сам босс Island признавал, что его коллеги-дистрибьюторы именно в те годы работали отвратительно.
Floating World (1974) — музыкальное исследование японского понятия Ukiyo: «полёт» по событийным «небесам», в полной свободе и успокоенности. Выдающийся трек альбома — «Monkey Chant»: сочетание песнопений кекак (остров Бали) и гитарного соло Дьюига в духе Хендрикса.
Waves (1975) представляет собой гипнотизирующее звуковое путешествие по пасторальным рассветным пейзажам: над речной гладью — к океану и далее по волнам вместе с китами. Kites (1976) — обзор художественных ландшафтов Пауля Клее, а также взгляд на Китай IX века и странствия дзен-монаха Те Ченга (Teh Ch’eng). Высокую оценку альбому дали многие критики и музыканты, в частности, Брайан Ино.
Way of the Sun (1978) посвящён Центральной Америке — до и после прибытия испанских завоевателей. Это самый доступный для обычного восприятия альбом из четырёх и даёт наиболее полное представление о глубине, насыщенности и сложности музыки Jade Warrior. Все четыре альбома не похожи друг на друга и вместе с тем, являют собой нечто вроде тетралогии. «Это напоминает работу кладоискателя, который врубается в гору, зная, что там сокровища, не может найти их, возвращается и предпринимает попытку добраться до цели иным путём…» — говорил Джон Филд. Все четыре альбома были упакованы Island/Polygram в бокс-сет Elements, в качестве приложения к которому вышла биография группы, написанная Вивьен Голдман. Бокс-сект был выпущен без ведома группы: в Polygram ошибочно полагали, будто после «Way of the Sun» Jade Warrior распались.

### 1978—1993 годы
Начиная с 1978 года в истории Jade Warrior наступает пауза, омрачённая неприятностями бытового и финансового характера. Джон Филд развелся, из Лондона переехал в деревню, но вскоре стал осознавать, что в погоне за пасторальной гармонией как источником «чистого вдохновения» утратил способность к эффективной работе. Тони Дьюиг заболел, перебрался из Лондона в Гластонбери и, заложив дом, основал коммерческую студию, расположившуюся рядом с известным аббатством. Авантюра обернулась катастрофой: студия обанкротилась, и музыкант оказался бездомным. Этот удар, по-видимому, и стал для роковым для его здоровья.
В этот период Jade Warrior выпустили два альбома. Horizen (1984, Pulse Records) — мрачное произведение, в котором главная вещь, «Dune» растянулась на всю сторону пластинки. Это практически сольная работа Дьюига при минимальном участии Филда. At Peace (1989, Earthsounds Records) — пластинка тихая, медитативная и невыразительная (даже не эмбиент, скорее, нью эйдж) — была записана в студии Дьюига всего за 4 дня. Филд говорил, что оба альбома у него сейчас «не вызывают ничего, кроме отвращения». «Jade Warrior совершенно утратили нить развития и изменили собственным принципам», — считает он.
Продав свой сельский дом, Джон вернулся в столицу. Здесь он стал подрабатывать в студиях и играть джаз в небольших клубах. Вскоре он основал студию звукозаписи, где и познакомился с Дэйвом Стюартом, молодым бас-гитаристом с севера Англии. Стюарт, поражённый уровнем мастерства музыканта, сначала пригласил его к участию в собственной джаз-группе, а потом уговорил возродить Jade Warrior. Вскоре к ним присоединился Колин Хенсон, гитарист, с которым Джона познакомила его подруга, Кэрол Беллингем: все трое приступили к записи нового альбома. Тони Дьюиг хотел было присоединиться к новому составу, но — не успев ничего записать, скончался от сердечного приступа.
Breathing the Storm был выпущен в 1992 лейблом Red Hot Records. Темой альбома стал хаос: в математическом, физическом и духовном смысле. В 1993 году также на Red Hot вышел альбом Distant Echoes: музыкальное исследование доисторического мира, более компактное и сфокусированное, во многом напоминающее Way of the Sun, получило высокие оценки музыкальных критиков. В числе музыкантов, присоединившихся к Jade Warrior в студии, были Тео Трэвис (экс-Gong, Soft Machine) и Дэвид Кросс (King Crimson).
Некоторое время спустя группа приступила к работе над следующим альбомом, но все плёнки были отправлены на полку. В течение следующего десятилетия Jade Warrior, не распадаясь официально, пребывали в «спячке». Начиная с 2004 года участники коллектива начали обсуждать возможность возобновления студийной работы и обмениваться идеями. Вокалист Глин Хавард принял решение вернуться в Jade Warrior, напротив, Колин Хенсон принял решение выйти из состава.

### NOW
30 июня 2008 года на лейбле WindWeaver Records  вышел 14-й студийный альбом Jade WarriorNOW. Группа записала его в составе: Глин Хавард, Джон Филд и Дэйв Стэрт (англ. Dave Sturt), новый участник Jade Warrior.

…Минули годы, и после нескольких не слишком настойчивых попыток вернуться на лондонскую сцену (это было в 80-х годах, не самое приятное время), я продал гитару, занялся скульптурой и боевыми искусствами, женился и «остепенился». Но ощущение, что первый состав Jade Warrior не реализовал свой потенциал, меня не покидало. Так что, когда год назад Дэйв Стэрт позвонил мне и предложил присоединиться к группе в качестве вокалиста и гитариста, я согласился, не раздумывая… Новый альбом «Now» оправдал все мои надежды и знаменует очередную стадию обновления и возрождения, которые были характерны для всей истории группы.— Глин Хавард.
В числе приглашённых музыкантов, участвовавших в работе над пластинкой, — известный британский джазмен-саксофонист Тео Трэвис, гитарист Тим Стоун, барабанщик Джеф Давенпорт, пианист Крис Ингэм, флейтистка Шарлотта Филд (дочь Джона), саксофонист Гоуэн Тернбулл. Боб Малви (www.dprp.net) дал альбому оценку 8,5/10 . 23 октября 2008 года Jade Warrior дали концерт в Astoria, ознаменовавший возвращение на концертную сцену после 35 лет отсутствия.

## Дискография
- 1971 — Jade Warrior
- 1971 — Released
- 1972 — Last Autumn’s Dream
- 1972 — Eclipse
- 1974 — Floating World
- 1975 — Waves
- 1976 — Kites
- 1978 — Way of the Sun
- 1984 — Horizon
- 1994 — Distant Echoes
- 1995 — Breathing the Storm
- 2001 — At Peace
- 2002 — Fifth Element
- 2005 — Eclipse
- 2008 — NOW